# 唐卡斯特
唐卡斯特（英語：Doncaster），英國英格蘭南約克郡唐卡斯特都市自治市的城市。
唐卡斯特是南约克郡中，仅次于谢菲尔德的第二大居住区。在2021年的人口普查中，整个城市有308,100人，而根据2011年的人口普查其建成区具有158,141人。
唐卡斯特的名称来自流经这座城市的顿河（或唐河）。作为伊丽莎白二世的铂禧纪念，唐卡斯特获得了城市地位。2022年11月，随着国王查尔斯三世与王后访问此地，唐卡斯特正式确认了其城市地位。

## 友好城市
- 中國遼寧省丹东 -（1988年11月21日）
- 法國加來海峽省阿维翁 -（1981年5月13日）
- 德國北萊茵-威斯伐倫州黑尔滕 -（1989年2月20日）
- 波蘭西利西亞省格利維采 -（1979年5月21日）
- 美國北卡羅来纳州威尔明顿 -（1992年10月5日）
- 匈牙利諾格拉德州紹爾戈陶爾揚

## 名人
- —Top Gear知名主持人
- 路易斯·湯姆林森一世代成員

## 外部連結
维基共享资源上的相關多媒體資源：唐卡斯特
- The Doncaster Council website（页面存档备份，存于）
- Yorkshire Tourist （页面存档备份，存于）
- Large Doncaster Links page
- The-Villager, Doncaster's independent online community newspaper
- 租金车在唐卡斯特机场（页面存档备份，存于）
- Donny Online（页面存档备份，存于）
- Priory Place Methodist Church（页面存档备份，存于）
- Doncaster Theatres Past and Present（页面存档备份，存于）